# زبان‌های سلتی قاره‌ای
زبان‌های سِلتی قاره‌ای به شاخه‌ای از زبان‌های سلتی گفته می‌شوند که امروزه از میان رفته‌اند ولی در گذشته در اروپای قاره‌ای گویشورانی داشته‌اند. این شاخه از زبان‌های سلتی متمایز از زبان‌های سلتی جزیره‌ای‌ در جزیره بریتانیا و جزیره ایرلند اند که بدان سخن می‌رانند. 
نویسندگان رومی و یونانی گویشوران به این زبان‌ها را به نام‌های گوناگونی از جمله کلتوها، سلت‌ها، گال‌ها و گالات‌ها خوانده‌ شده‌اند. پراکندگی گویشوران این زبان‌ها زمانی به گونهٔ کمانی بود که از شبه‌جزیره ایبری در باختر آغاز و به شبه‌جزیره بالکان و آسیای کوچک در خاور می‌انجامید. از دید زبان‌شناسانه زبان‌های سلتی قاره‌ای دربرگیرندهٔ دو زبان‌اند: زبان سلتیبری و گالیش. خود گالیش را نیز می‌توان دربرگیرندهٔ چند زیر خانواده دانست مانند زبان لپونتی و نوریک. ارتباط دقیق میان این زبان‌ها البته به طور دقیق آشکار نشده‌است.

## منبع
Wikipedia contributors, "Continental Celtic languages," Wikipedia, The Free Encyclopedia, http://en.wikipedia.org/w/index.php?title=Continental_Celtic_languages&oldid=473674785 (accessed February 2, 2012). 